# Heinrich Schubert (Politiker)
Heinrich Schubert, nach 1849 Ritter von Schubert (* 12. Februar 1805 in Aschaffenburg; † 21. März 1880 in München) war ein deutscher Jurist und Politiker.

## Leben
Schubert, Sohn eines Schuhmachermeisters, studierte von 1825 bis 1828 Rechtswissenschaften an der Universität Würzburg. Er war seit 1832 als Ratsakzessist und ab 1835 als Assessor bei der Regierung des Untermainkreises in Würzburg beschäftigt. 1841 wurde er Regierungsrat, 1847 Regierungsdirektor bei der Regierung der Oberpfalz und schließlich dasselbe 1847 bei der Regierung von Unterfranken in Würzburg. Von 1849 bis 1869 war er Ministerialrat und anschließend bis 1876 Staatsrat im bayerischen Innenministerium.
Vom 18. Mai 1848 bis zum 29. Mai 1849 gehörte er als fraktionsloser Abgeordneter für den Wahlkreis Unterfranken in Bischofsheim der Frankfurter Nationalversammlung an. Er stimmte überwiegend mit der Rechten und lehnte den preußischen König als Kaiser der Deutschen ab.